# Krystyna Górak
Krystyna Górak (ur. 1972) – polska koszykarka, dwukrotna mistrzyni Polski.

## Osiągnięcia
- Mistrzyni Polski (1991–1992)[1]